# Johann Conrad Seekatz

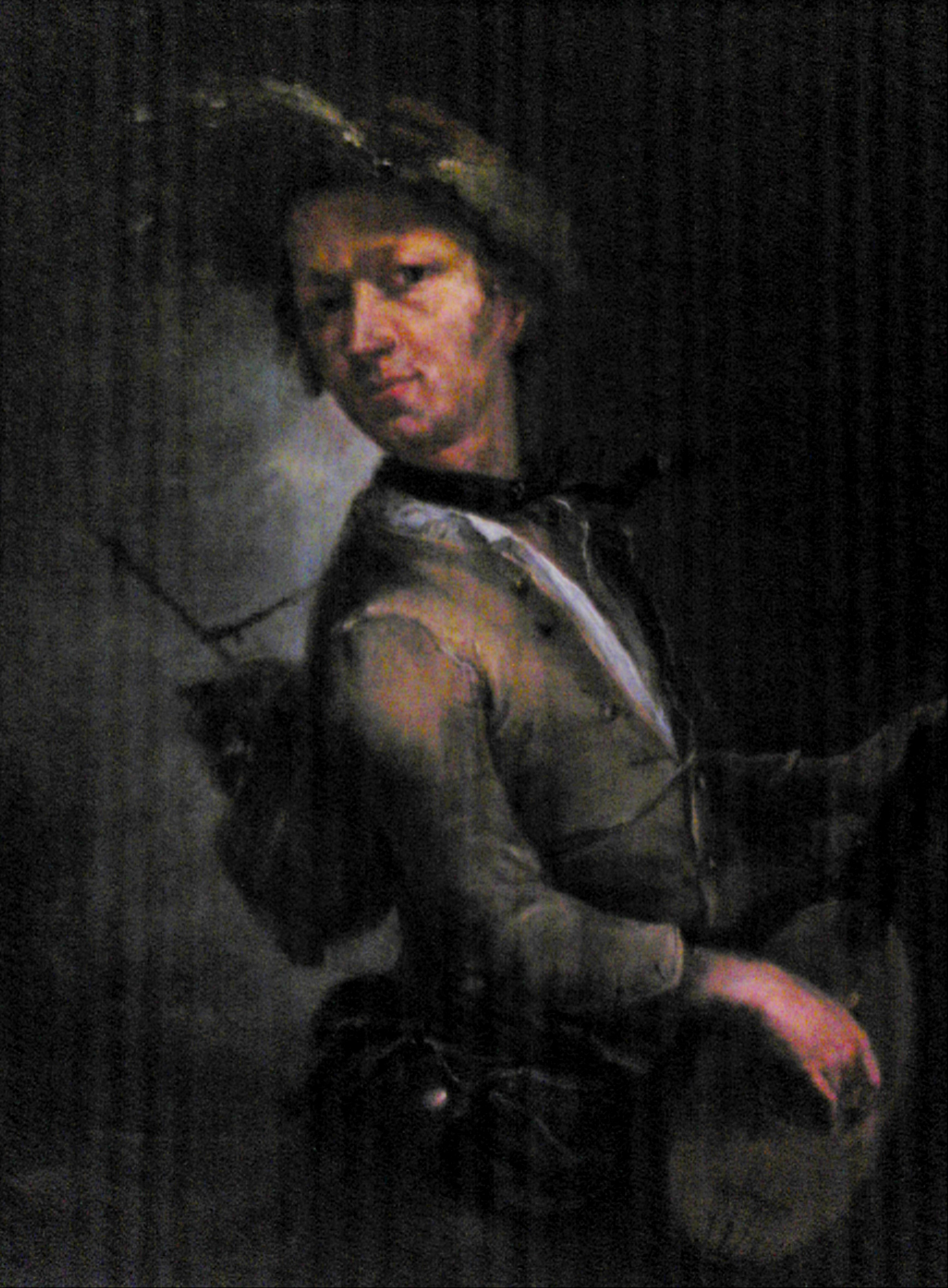
Johann Conrad Seekatz, Selbstbildnis als Musikant, 1760

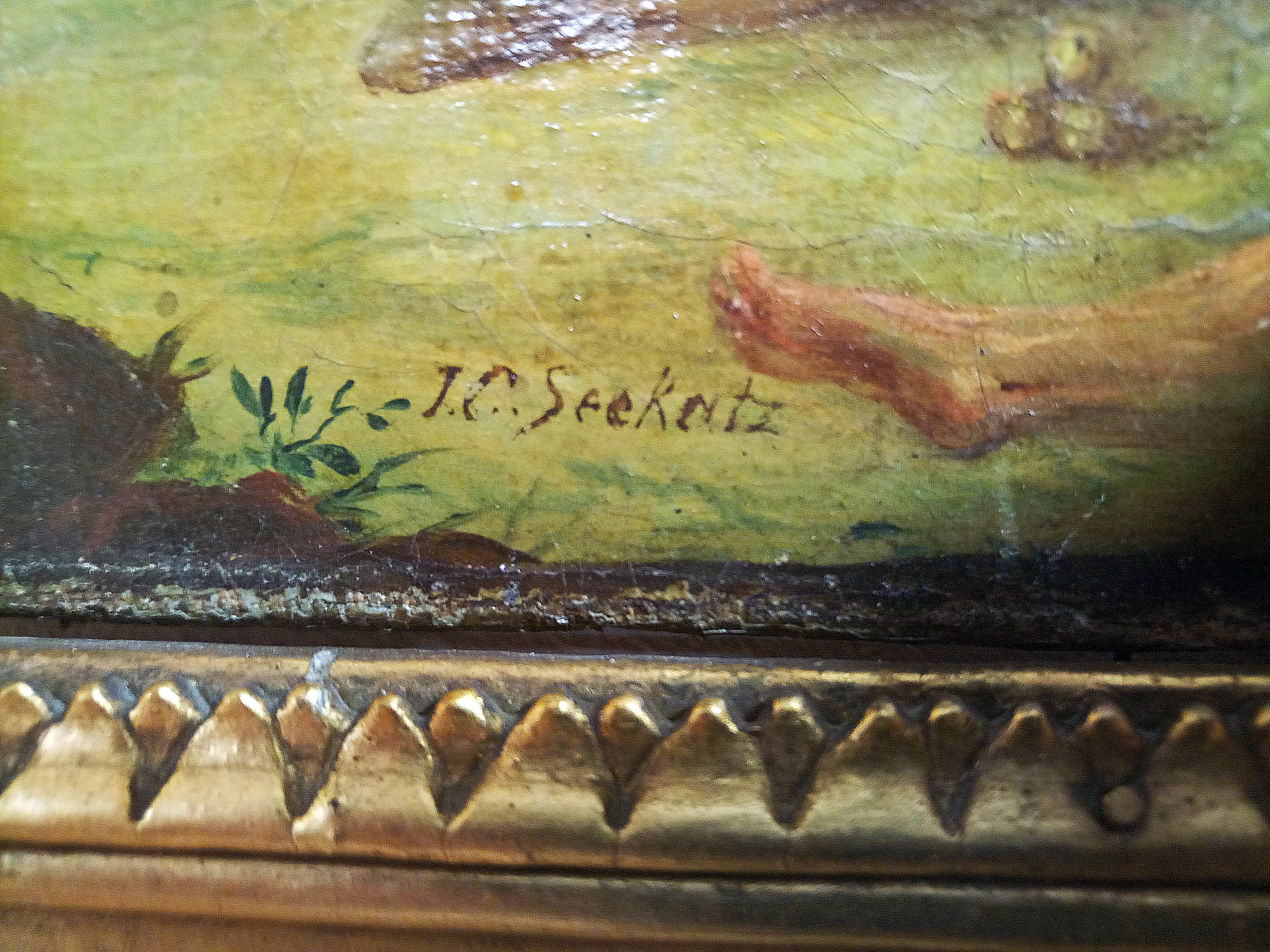
Signatur

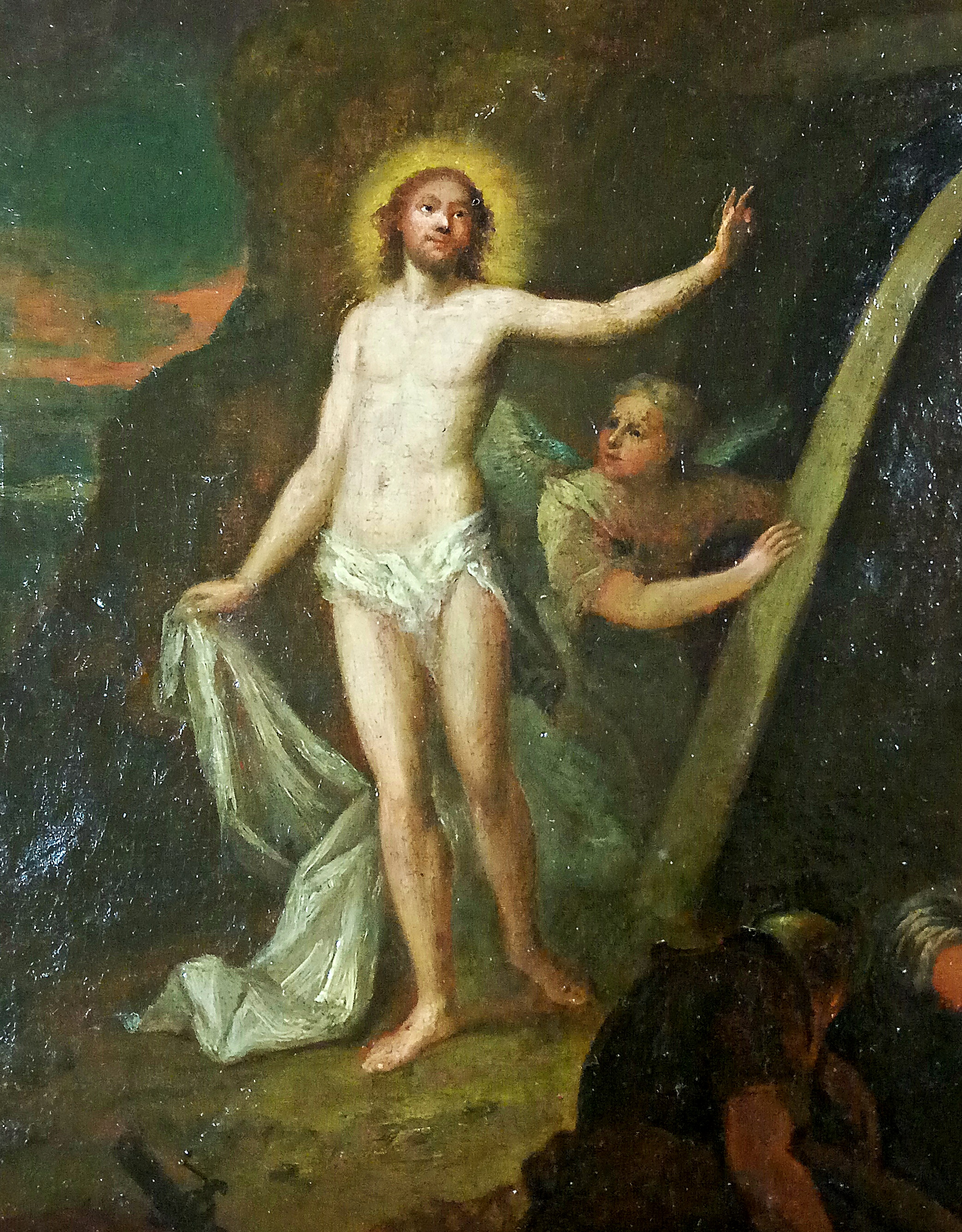
Johann Conrad Seekatz, Auferstehung (Ausschnitt), Stadtmuseum Grünstadt

Johann Conrad Seekatz (* 4. September 1719 in Grünstadt (Pfalz); † 25. August 1768 in Darmstadt) war ein deutscher Maler.

## Leben und Werk
Seekatz, Sohn des Wormser Hofmalers Johann Martin Seekatz (1680–1729) und der Juliana Magdalena Kuhlmann (etwa 1686–1772), malte Gesellschafts- und militärische Szenen, Genrebilder aus dem Bauernleben und Landschaften mit biblischer Staffage im Anschluss an die Niederländer, besonders an Adriaen Brouwer.
Johann Conrad Seekatz wurde von seinem älteren Bruder Johann Ludwig Seekatz (1711–1783) und Philipp Hieronymus Brinckmann in Mannheim im Malen angelernt. Johann Conrad Seekatz und sein älterer Bruder übernahmen 1747 einen Auftrag zur Dekoration der Orgelempore in der Bergkirche Osthofen, den sie gemeinsam ausführten. Hier schon zeigte sich das große Talent von Johann Conrad. Er schuf in Osthofen seine ersten bedeutenden Bilder eigener Stilrichtung, die jene des Vaters und des älteren Bruders deutlich übertrafen. Letzterer betätigte sich dann in Osthofen weitestgehend auch nur noch als Dekorationsmaler. Bald schon trennten sich ihre Wege und der wesentlich begabtere Johann Conrad entwickelte sich zu einem bedeutenden süddeutschen Künstler der Barockzeit, während der Bruder Johann Ludwig zeitlebens dem mehr handwerklich-ländlichen Stil verhaftet blieb. Die Gemälde der Brüder Seekatz in der Bergkirche Osthofen befanden sich über Jahrzehnte hinweg in einem sehr schlechten Zustand und wurden 2003 unter der Ägide des damaligen Pfarrers Volker Johannes Fey aufwändig restauriert. Darüber verfasste Pfarrer Fey eine detaillierte Dokumentation, die sich im Pfarrarchiv der Gemeinde befindet.
Ab 1753 war Johann Conrad Seekatz als Hofmaler in Darmstadt tätig. Außerdem verkehrte er in Frankfurt am Main mit Goethes Vater und malte dessen Familie. Einige dieser Bilder sind im Frankfurter Goethe-Haus ausgestellt.
Sein Repertoire umfasste kleinformatige religiöse, mythologische und Historienbilder. Seekatz malte aber auch realistische Genrebilder aus dem bürgerlichen Milieu und Landschaften in niederländischer Art.

## Galerie

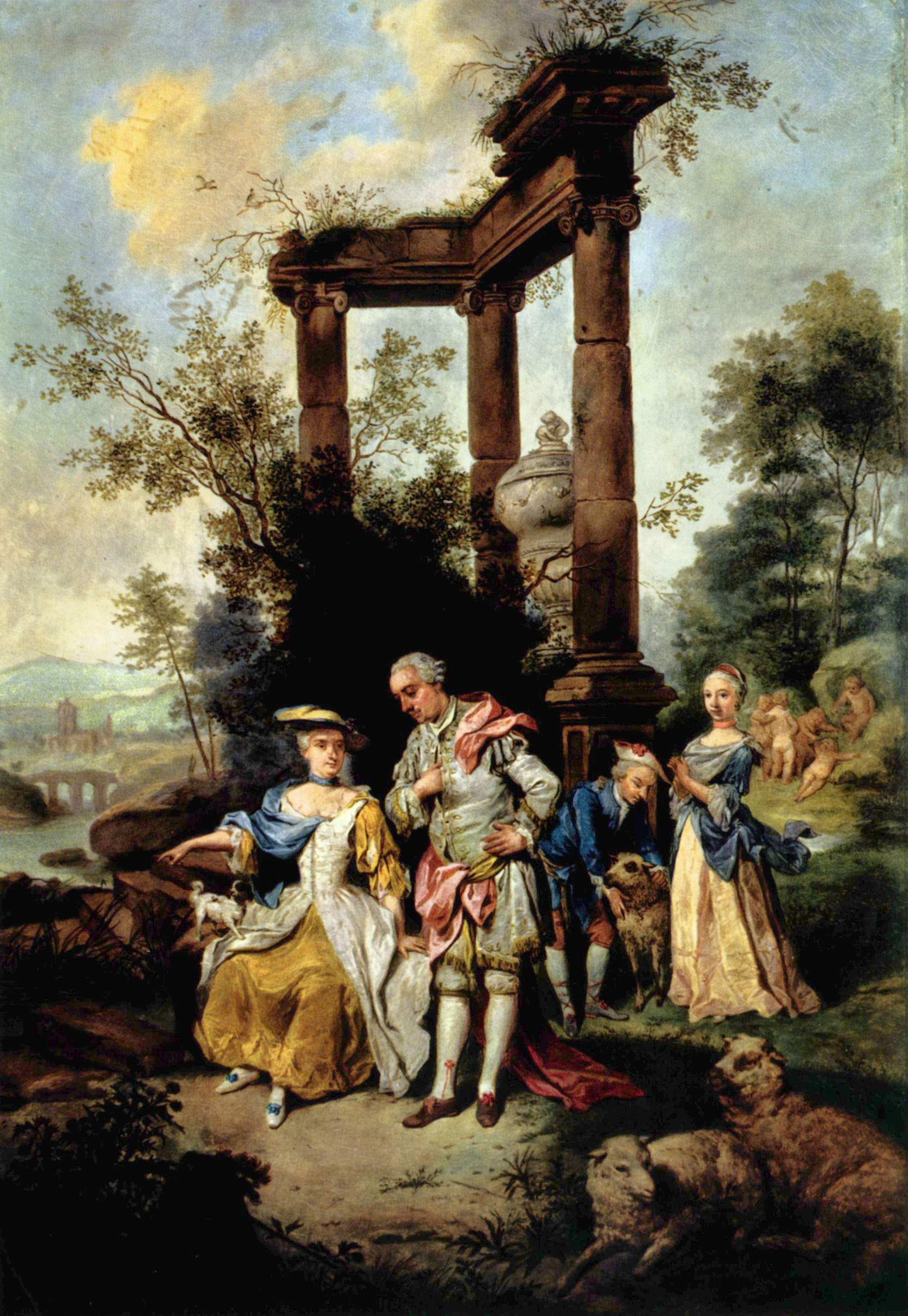
Die Familie Goethe in Schäfertracht
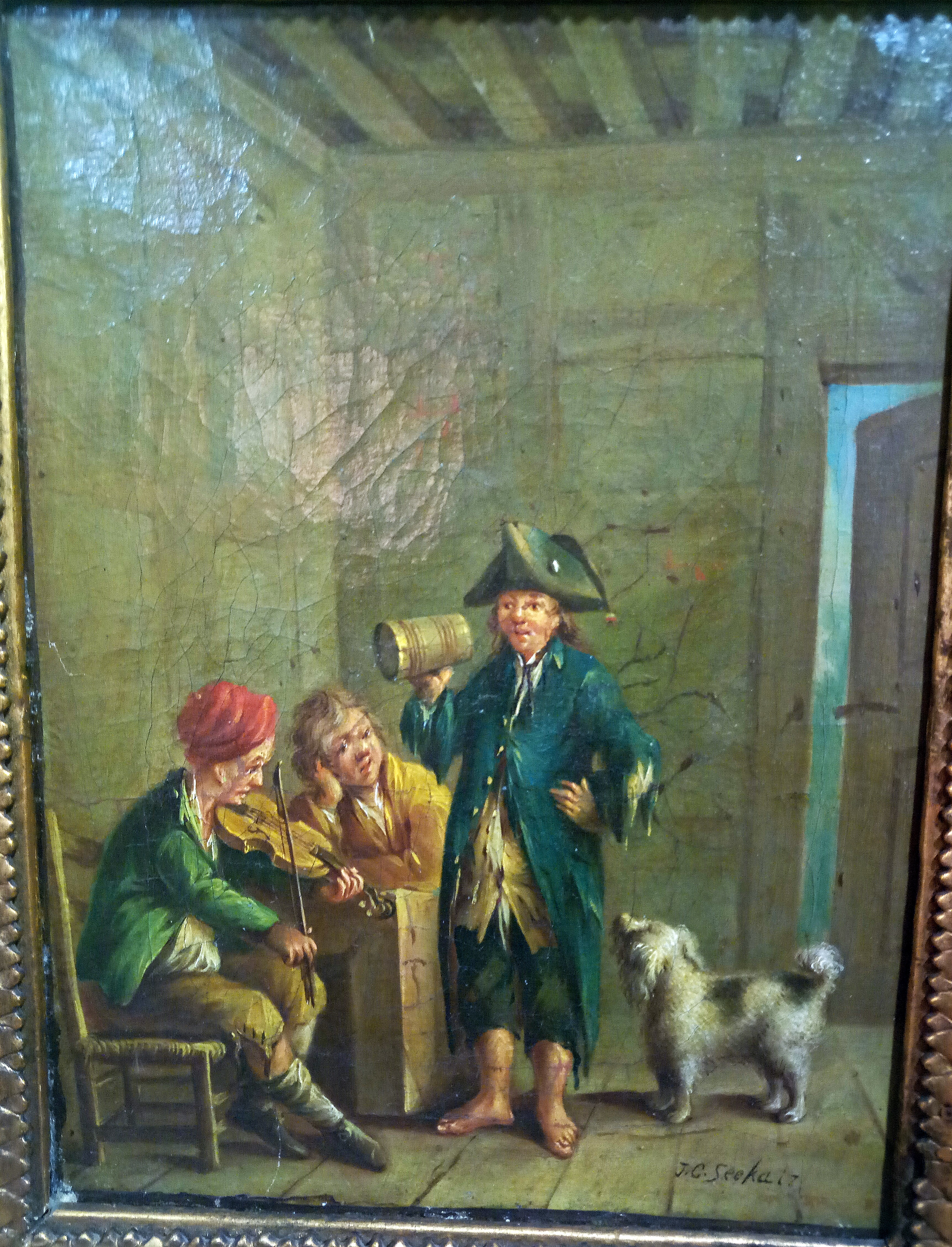
Wirtshausszene, Stadtmuseum Grünstadt
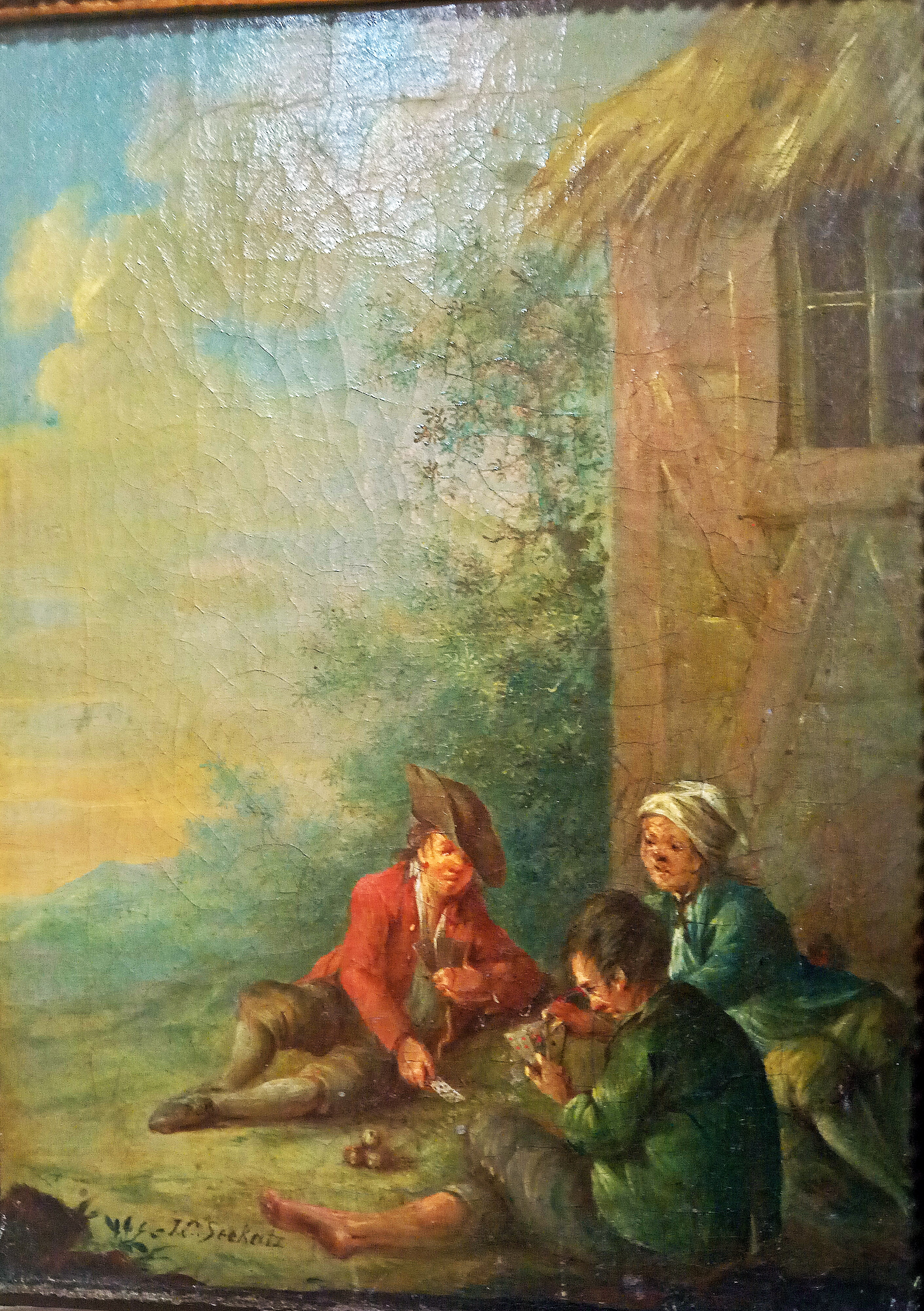
Karten spielende Kinder, Stadtmuseum Grünstadt
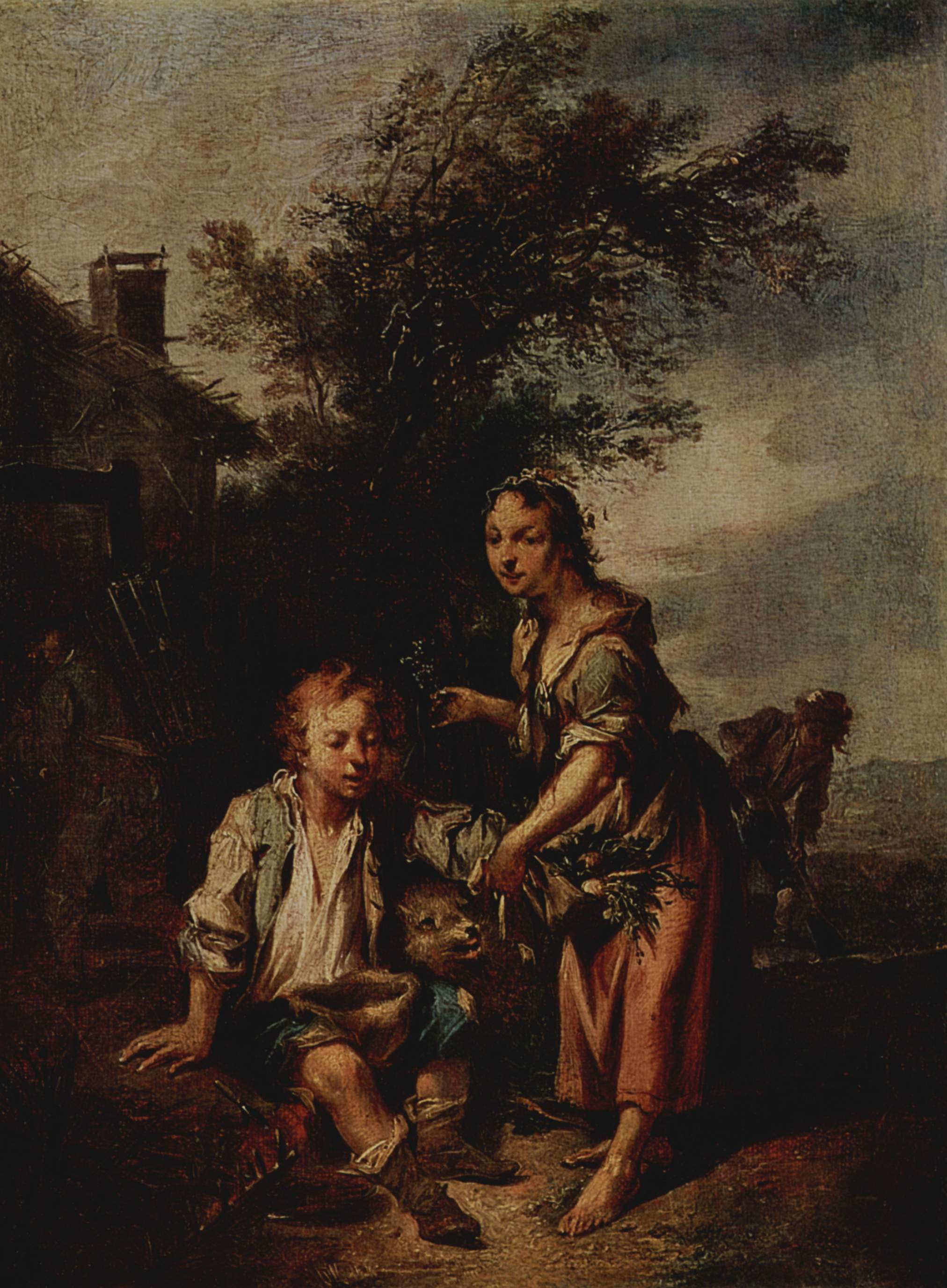
Mädchen und Bettler
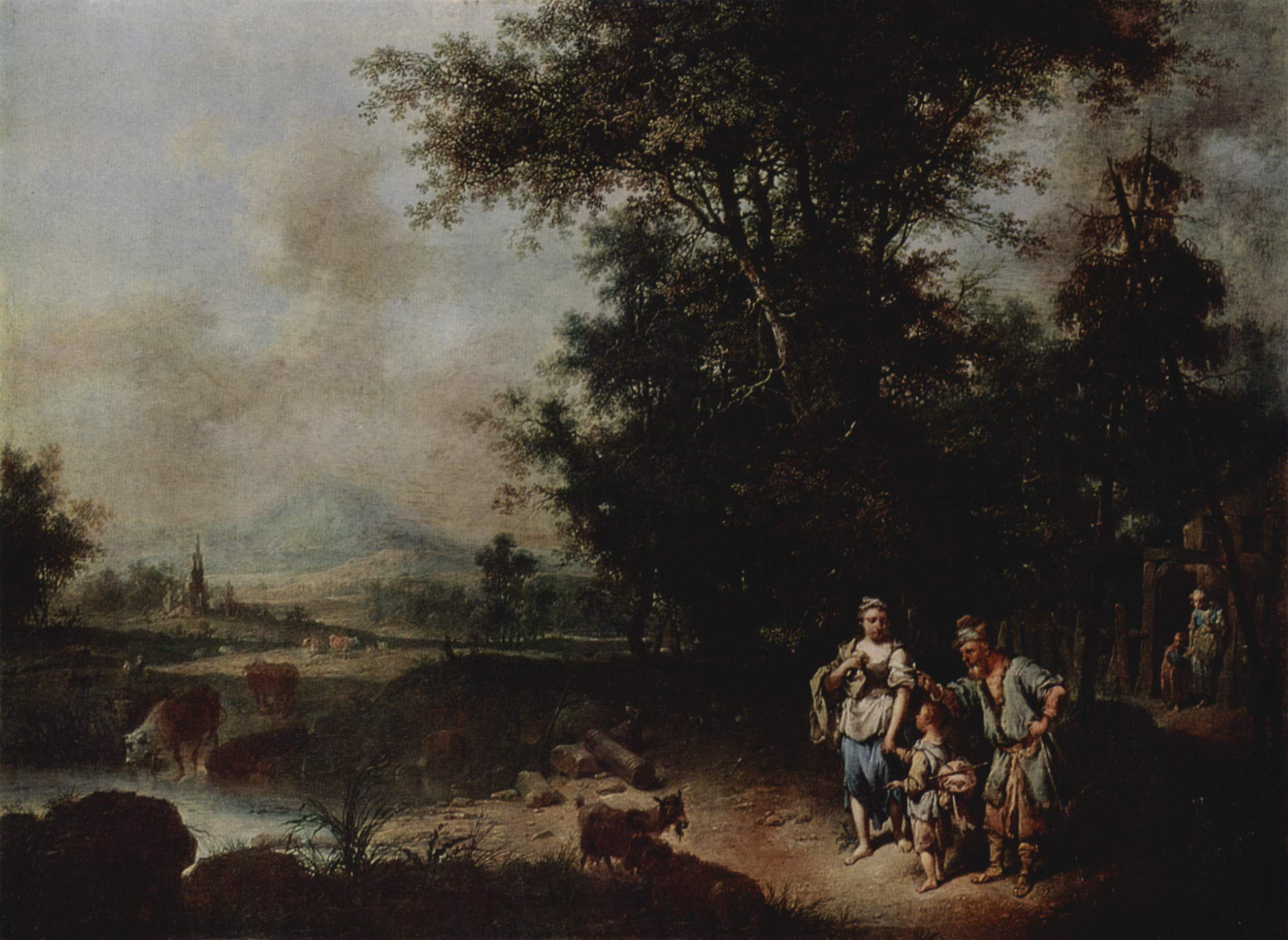
Verstoßung der Hagar
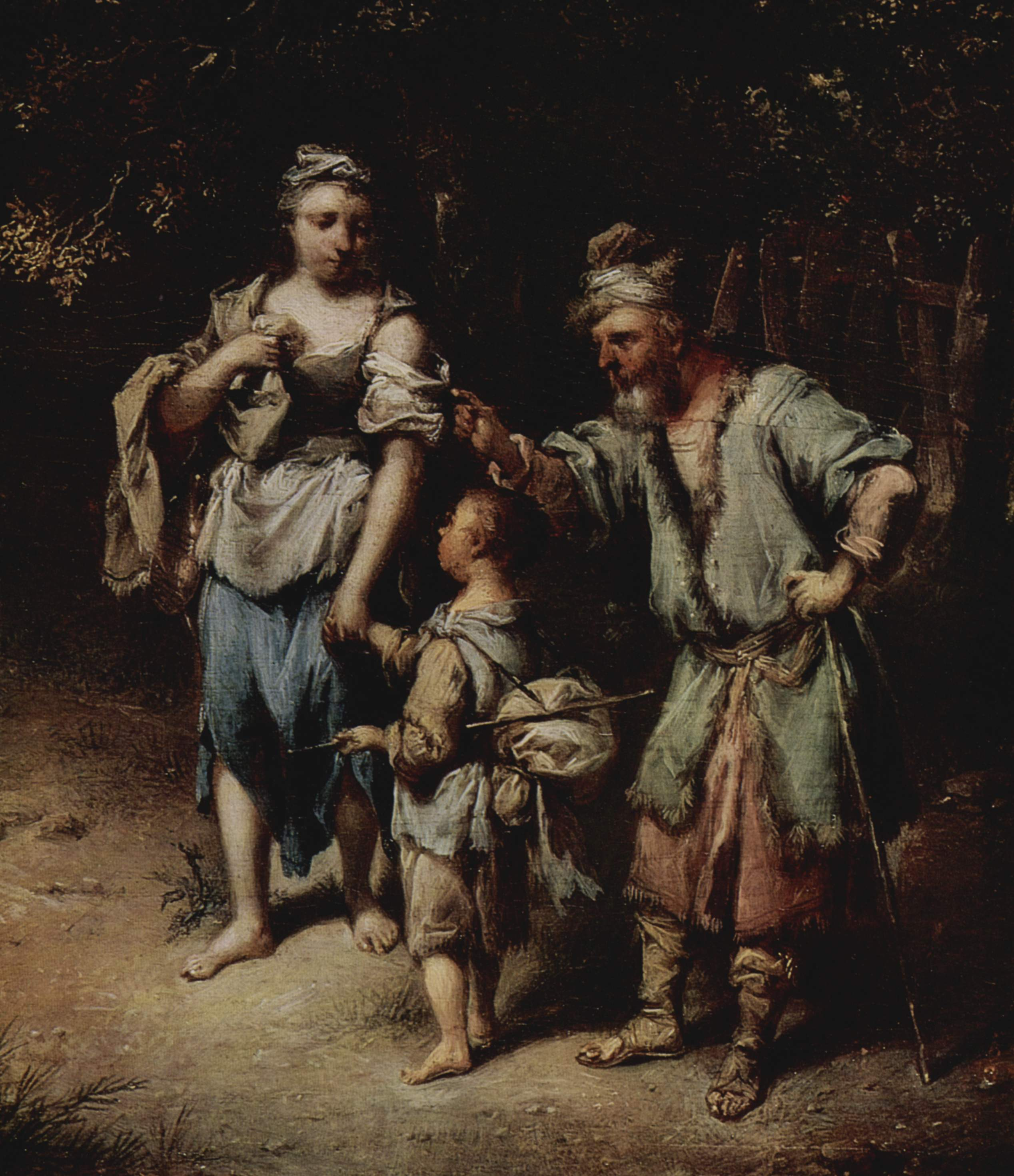
Verstoßung der Hagar, Detail